# صباح عبد الله
صباح عبد الله العتيبي ( - 5 يوليو 2018م)،  لاعب كرة قدم كويتي سابق، لعب في نادي العربي الكويتي، سجَّل هدفاُ في نهائي كأس الأمير 1982/1983م.

## وفاته
توفي في 5 يوليو 2018م، ودُفن في مقبرة صبحان بالكويت. 